# Deželak
Deželak je priimek v Sloveniji, ki ga je po podatkih Statističnega urada Republike Slovenije na dan 1. januarja 2010 uporabljalo 494 oseb in je med vsemi priimki po pogostosti uvrščen na 621. mesto.

## Znani nosilci priimka
- Alojz (Lojze) Deželak (1942—2005), ekonomist, gospodarstvenik
- Bogomir Deželak (1922—2012), ekonomist, univ. profesor
- Ferdinand Deželak, fizik, akustik (strokovnjak za hrup)
- Janez Deželak, gospodarstvenik
- Janko Deželak (1945—2014), ekonomist, gospodarstvenik in politik
- Janko Deželak, častnik Slovenske vojske
- Miha Deželak (*1974), novinar, radijski voditelj, humanitarec
- Monika Deželak Trojar (*1982), klasična filologinja, zgodovinarka in literarna zgodovinarka
- Rok Deželak, politik (Piratska stranka Slovenije)
- Stanislav (Slavko) Deželak (1934—2014), klarinetist SF
- Vida Deželak-Barič (*1954), zgodovinarka
- Zdenko Deželak, predavatelj EPF UM za informacijske sisteme e-poslovanja